# 58. Armee (Russland)
Die 58. Armee (russisch 58-я армия) ist ein Großverband der Russischen Streitkräfte. Zuvor gehörte sie der Sowjetarmee an.

## Geschichte

### Zweiter Weltkrieg

#### 1. Formation
Während des Deutsch-Sowjetischen Krieges wurde die Armee am 10. November 1941 im Militärbezirk Sibirien mit direkter Unterstellung der Stawka aufgestellt.
- Sie umfasste, die 362., 364., 368., 370., 380., 384. Schützen- sowie die 77. Kavalleriedivision.

Auf das Territorium des Militärbezirks Archangelsk verschifft, wurde eine Verteidigungslinie vom Onegasee bis zum Belojesee errichtet. Am 25. Mai 1942 wurde das Oberkommando der 58. Armee für die Bildung der 3. Panzerarmee herangezogen.

#### 2. Formation
Die 2. Formation der 58. Armee wurde am 25. Juni 1942 bei der Kalinin-Front aufgestellt.
- Sie umfasste die 16. und 27. Garde-, 215., 375. Schützendivision sowie die 35. und 81. Panzerbrigade.

Die Armee befand sich im Bereich von Ostaschkow als Frontreserve, beteiligte sich aber nicht an den Kämpfen. Am 8. August 1942 wurde die zweite Formation der Armee wieder aufgelöst und ihre Truppenteile zur Bildung einer neuen Formation der zerschlagenen 39. Armee verwendet.

#### 3. Formation
Die 3. Formation der 58. Armee wurde während der deutschen Invasion im Kaukasus ab 28. August 1942 aus dem Kommando der 24. Armee im Rahmen der Transkaukasusfront aufgestellt.
- Die neue 58. Armee umfasste die 317., 328., 337. Schützendivision, die NKWD-Division von Machatschkala sowie die 3. Schützen-Brigade und weitere Einheiten.

Die 58. Armee konzentrierte ihre Truppen in Tschetschenien und Dagestan, wo in Erwartung der deutschen Offensive Stellungen bei Machatschkala und Grosny gebildet wurden. Ende November 1942 wurden die Hauptkräfte am Fluss Terek in der Gegend von Malgobek zusammengezogen. Im Januar 1943 nahm die 58. Armee am Gegenangriff der sowjetischen Truppen im Nordkaukasus teil. Als die Armee am 1. Januar 1943 die Offensive einleitete, überquerte sie den Fluss Terek und befreite am 3. Januar die Städte Mosdok und Malgobek. Im Zuge einer weiteren Offensive erreichten ihre Truppen Anfang Februar 1943 die Küste des Asowschen Meeres. Sie nahmen als Teil der Stoßgruppe der Front an der Operation gegen Krasnodar teil und erreichten am Ende der Operationen den Fluss Protoka. In der zweiten Märzhälfte setzten sie ihre Offensive fort und erreichten am 4. April die Stadt Temrjuk. Bis September verteidigte die Armee die Küste des Asowschen Meeres von Margartowki bis Achuewa.
Am 10. September 1943 wurde die Armee in das Hauptquartier der Reserve zurückgezogen und am 15. November aufgelöst. Als Teil der Nordkaukasusfront war sie im November 1943 an der Kertsch-Eltigener Operation beteiligt.
Danach bildete sie das Hauptquartier des Militärbezirks Wolga.

### Befehlshaber
- Generalleutnant Wassili Iwanowitsch Kusnezow (November 1941)
- Oberst Nikolai Afanassjewitsch Moskwin (November 1941 bis Mai 1942)
- Generalmajor Alexei Iwanowitsch Zygin (Juni bis August 1942)
- Generalmajor Wassili Afanassjewitsch Chomenko (September bis November 1942)
- Generalmajor/Generalleutnant Kondrat Semenowitsch Melnik (November 1942 bis November 1943)

## Russische Armee

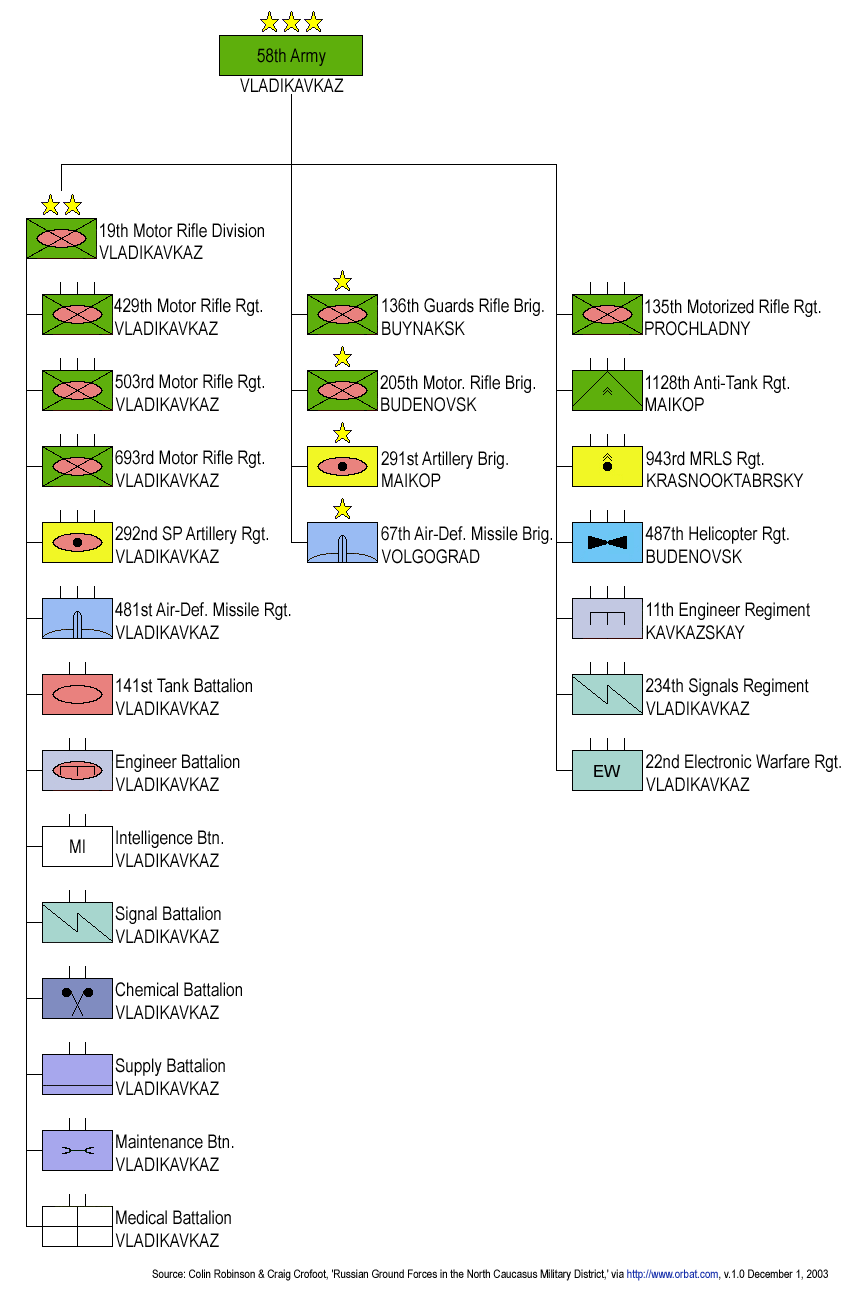
Struktur der 58. Armee 2003

Im Rahmen der Umstrukturierung der russischen Armee bildete die 58. Armee ab 1995 das Hauptquartier des nordkaukasischen Militärbezirks in Wladikawkas.
Die Armee war von 1994 bis 1996 am Ersten Tschetschenienkrieg beteiligt. Während der Operationen in Tschetschenien wurden ihrem Kommandeur, Wladimir Schamanow, mehrfach Menschenrechtsverletzungen, insbesondere wegen schlechter Truppendisziplin, vorgeworfen.
Ab dem 8. August 2008 wurde die 58. Armee in Georgien eingesetzt, wo sie in den Südossetien-Konflikt eingriff. Dort kam es auch zu Gefechten mit georgischen Truppen.
Schwere Waffen aus dem Bestand der Armee wurden nach ukrainischen Angaben von separatistischen Kräften im Ukrainekrieg verwendet. So wurde ein Grad-Werfer von ukrainischen Truppen bei Dobropillia im Juni 2014 erbeutet, den die ukrainischen Behörden der 58. Armee zuordneten.
Am 29. Mai 2020 wurde die 58. Armee mit dem Suworow-Orden ausgezeichnet.
Mitte Dezember 2022 gab der ukrainische Generalstab laut Ukrajinska Prawda bekannt, dass weite Teile des Kommandos der 58. Armee bei einem Angriff nahe Melitopol getötet worden seien.
Im Juli 2023 wurde der Oberbefehlshaber der im Süden der Ukraine stationierten 58. Armee, Generalmajor Iwan Popow, seinen eigenen Angaben zufolge wegen seiner Kritik an der verlustreichen Art der Kriegsführung entlassen.

## Verweise
1. ↑  Torrey Clark and Greg Walters, Putin Says 'War Has Started,' Georgia Claims Invasion (Update4), Bloomberg.com, 8. August 2008.
2. ↑  Oleg Shchedrov: Russian troops close to S. Ossetian capital – RIA. alertnet.org, 8. August 2008, abgerufen am 27. Juni 2010 (englisch).
3. ↑  "Statement by the Delegation of Ukraine at the 774-th FSC plenary meeting" OSZE vom 10. Dezember 2014, gesichtet am 2. März 2015.
4. ↑  Шойгу вручил орден Суворова 58-й общевойсковой армии ЮВО, ria.ru (russisch)
5. ↑  Министр обороны России генерал армии Сергей Шойгу вручил орден Суворова 58-й общевойсковой армии ЮВО, structure.mil.ru (russisch)
6. ↑  Olena Roshchina: Up to 60 occupiers killed in Kadiivka, management of 58th Russian Combined arms army killed in Melitopol – General Staff. In: Ukrainska Pravda. 13. Dezember 2022, abgerufen am 14. Dezember 2022 (englisch).
7. ↑  Moskau entlässt Oberbefehlshaber nach Kritik auf tagesschau.de, 13. Juli 2023
8. ↑  nzz.ch: «Der höchste Vorgesetzte versetzt uns einen verräterischen und heimtückischen Schlag in den Rücken»: Die Wutrede eines Top-Generals spaltet Russlands Armee (13. Juli 2023)